# 宮崎村 (富山県)
宮崎村（みやざきむら）は、かつて富山県下新川郡にあった村。

## 地理
北側は日本海に面する。

## 沿革
- 1889年（明治22年）4月1日 - 町村制の施行により、下新川郡宮崎村、笹川村及び泊町の区域の一部の区域をもって、下新川郡宮崎村が発足する。
- 1954年（昭和29年）8月1日 - 下新川郡泊町、五箇庄村、宮崎村、境村、大家庄村、山崎村及び南保村が合併して、下新川郡朝日町が発足する。

## 村役場について
村役場は、宮崎村成立当初は大字泊町の近江伊之助宅を借用していたが、同年11月、同地の1643番地に庁舎を新築して村政事務をとった。その後1932年に元屋敷に総工費3,984円、79坪、木造2階建ての庁舎を新築移転した。

## 歴代村長
個別に出典が提示されている箇所を除いた出典→
1. 館弥十郎（1889年7月18日 - 不詳）
2. 水島忠五郎（1894年5月9日 - 1916年5月27日）
3. 小林豊二（1917年8月22日 - 1925年9月6日）
4. 長井武右衛門（1925年9月12日 - 1933年12月7日）
5. 深松貞次郎（1933年12月30日 - 1937年12月24日）
6. 長井武右衛門（1938年1月30日 - 1942年1月29日）
7. 扇谷小太郎（1942年2月11日 - 1942年6月14日）
8. 堀内九郎兵衛（1942年9月21日 - 1946年9月20日）
9. 折谷芳桓（1947年4月5日 - 1954年7月31日[5]）